# Oxydia gilva
Oxydia gilva är en fjärilsart som beskrevs av William Schaus 1898. Oxydia gilva ingår i släktet Oxydia och familjen mätare. Inga underarter finns listade i Catalogue of Life.